# Wassergefährdende Stoffe
Wassergefährdende Stoffe sind nach dem in der Bundesrepublik Deutschland geltenden Wasserhaushaltsgesetz (WHG) „feste, flüssige und gasförmige Stoffe, die geeignet sind, dauernd oder in einem nicht nur unerheblichen Ausmaß nachteilige Veränderungen der Wasserbeschaffenheit herbeizuführen“. Nach dem österreichischen Wasserrechtsgesetz (WRG) sind Stoffe wassergefährdend, „die zufolge ihrer schädlichen Eigenschaften für den Menschen oder für Wassertiere oder -pflanzen, insbesondere wegen Giftigkeit, geringer biologischer Abbaubarkeit, Anreicherungsfähigkeit, sensorischer Auswirkungen und Mobilität, bei Einwirkung auf Gewässer deren ökologischen Zustand oder Nutzbarkeit, vor allem zur Wasserversorgung, nachhaltig zu beeinträchtigen vermögen“.

## Betroffene Stoffe
Wassergefährdende Stoffe waren in Deutschland in der Allgemeinen Verwaltungsvorschrift zum WHG über die Einstufung wassergefährdender Stoffe in Wassergefährdungsklassen (VwVwS) vom 27. Juli 2005 (Bundesanzeiger Nr. 142a vom 30. Juli 2005) des Bundesumweltministeriums gelistet. Der Begriff Stoff umfasst auch Zubereitungen, jetzt genannt Gemische. Diese Verwaltungsvorschrift wurde 2010 durch die Verordnung über Anlagen zum Umgang mit wassergefährdenden Stoffen (AwSV) ersetzt.
Daneben listet die deutsche Grundwasserverordnung (GrwV) Stoffe, deren Eintrag in das von ihnen gefährdete Grundwasser mit Maßnahmen nach dieser Verordnung verhindert werden soll, um die wasserrechtlichen Bewirtschaftungsziele für das Grundwasser abzusichern.

## Einstufung
Wassergefährdende Stoffe werden in folgende Wassergefährdungsklassen eingestuft:
- Wassergefährdungsklasse 1: schwach wassergefährdend,
- Wassergefährdungsklasse 2: deutlich wassergefährdend,
- Wassergefährdungsklasse 3: stark wassergefährdend.[5]

Ferner wurde durch die AwSV für Gemische wie Gülle oder Gärsubstrate die neue Kategorie „allgemein wassergefährdend“ eingeführt. Eine Einstufung in Wassergefährdungsklassen erfolgt für diese Gemische allerdings nicht.
Im Ergebnis gilt jeder Stoff als wassergefährdend, der nicht durch die Verwaltungsvorschrift oder in einem darin beschriebenen Verfahren als nicht wassergefährdend (nwg) bestimmt wird.
Beispiele für die Einstufung zeigt folgende Tabelle:
| Stoff(gemisch)         | Wassergefährdungsklasse |
| ---------------------- | ----------------------- |
| Ottokraftstoffe        | 3                       |
| Heizöl, Kerosin        | 2                       |
| Salzsäure, Natronlauge | 1                       |

## Rechtliche Situation

Verbot für Fahrzeuge mit wassergefährdender Ladung (Zeichen 269)

In Deutschland ermächtigt § 62 Absatz 4 Nummer 1 WHG die Bundesregierung, durch Rechtsverordnung nach § 23 Absatz 1 WHG „die Bestimmung der wassergefährdenden Stoffe und ihre Einstufung entsprechend ihrer Gefährlichkeit“ sowie „über eine hierbei erforderliche Mitwirkung des Umweltbundesamtes und anderer Stellen“ näher zu regeln. Das geschah durch die Verordnung über Anlagen zum Umgang mit wassergefährdenden Stoffen (AwSV) vom 18. April 2017.
Daneben können Verordnungen der Länder über Anlagen zum Umgang mit wassergefährdenden Stoffen ergangen sein.
In Deutschland kann in Wasserschutzgebieten die Durchfahrt von Fahrzeugen, die wassergefährdende Stoffe geladen haben, durch Zeichen 269 verboten sein.

## Grundsätze
Grundsatz der AwSV in Deutschland ist das Dichtigkeitsgebot, womit verhindert werden soll, dass wassergefährdende Stoffe aus Anlagen austreten können. Hierfür werden entsprechende technische Anforderungen an die Dichtheit von Flächen für verbindlich erklärt. Weitere Forderungen betreffen die Standsicherheit, Widerstandsfähigkeit gegen Beeinträchtigungen aller Art, Maßnahmen der Leckageerkennung sowie die Schaffung von Auffangvolumen.